# Laternaria lauta
Laternaria lauta är en insektsart som först beskrevs av Stsl 1870.  Laternaria lauta ingår i släktet Laternaria och familjen lyktstritar. Inga underarter finns listade i Catalogue of Life.